# To‘rtko‘l
To‘rtko‘l ou Turtkul (ouzbek : To‘rtko‘l / Тўрткўл; karakalpak : To'rtku'l / Төрткүл; russe : Турткуль) est une ville du Karakalpakstan, en Ouzbékistan. Elle est le centre administratif du district de To‘rtko‘l (en). 

## Histoire
La ville a été fondée par une garnison de soldats russes après l'expédition militaire de Khiva de 1873. Elle était connue sous le nom de Petro-Aleksandrovsk (russe : Петро-Александровск) jusqu'en 1920, et était réputée pour sa grande production de bijoux. Elle a été équipée du télégraphe en 1913, puis de la radio soviétique à partir de 1922. La station a commencé des traductions en langue locale en 1930.
En 1932, la ville a été renommée en Turtkul (du turc törktkül signifiant carré). De 1932 à 1939, elle est la capitale de la nouvelle république autonome du Karakalpakstan. 
La ville est située près du grand fleuve Amou-Daria, qui a souvent changé de lit tout au long de son histoire. En 1932, l'Amou-Daria a inondé la ville en changeant de tracé. Cette imprévisibilité a conduit en 1939 les autorités à transférer la capitale dans la ville de Noukous, à 170 km,. Les berges du fleuve ont été renforcées plusieurs fois. Pourtant, en 1942, le fleuve s'est déplacé soudainement, détruisant la ville du jour au lendemain,. Depuis 1949, Turtkul a été relocalisée.

## Climat
Le climat est continental, aride et chaud. Le mois le plus frais est janvier, avec une température moyenne de −5 °C et le mois le plus chaud celui de juillet avec une température moyenne de 28 °C. La moyenne annuelle est de 12,4 °C. Les précipitations annuelles sont de 97 mm. Il pleut le plus souvent en mars avec à peu près 20 mm et pratiquement jamais entre juillet et septembre,.

## Personnalités liées
- Tuti Yusupova (1880 ?-2015), supercentenaire, revendiquée comme détenant le record mondial de longévité, est née et morte à To’rtko’l.